# 溶接規格の一覧
公開されている溶接規格の一覧を表す。

## 国際標準化機構が定める国際標準(ISO)
参照先：国際標準化機構が定める国際標準における溶接規格の一覧

## 日本産業規格(JIS)
参照先：日本産業規格における溶接規格の一覧

## 日本溶接協会規格（WES）
参照先：日本溶接協会規格の一覧

## 米国機械学会 (ASME) 規格
参照先：en:List_of_welding_codes#American_Society_of_Mechanical_Engineers_(ASME)_Codes

## 米国溶接協会 (AWS) 規格
参照先：en:List_of_welding_codes#American_Welding_Society_(AWS)_Standards

## 米国石油協会 (API) 規格
参照先：en:List_of_welding_codes#American_Petroleum_Institute_(API)_Standards

## オーストラリア / ニュージーランド 規格 (AS/NZS)
参照先：en:List_of_welding_codes#Australian / New Zealand (AS/NZS) Standards

## カナダ規格協会(CSA) 規格
参照先：en:List_of_welding_codes#Canadian Standards Association (CSA) Standards

## 英国規格(BS)
参照先：en:List_of_welding_codes#British Standards (BS)

## 欧州標準化委員会(CEN)規格
参照先：en:List_of_welding_codes#European Union (CEN) standards

## ドイツ規格協会(DIN）規格　他
参照先：en:List_of_welding_codes#German Standards (DIN and others)